# Larry Semon

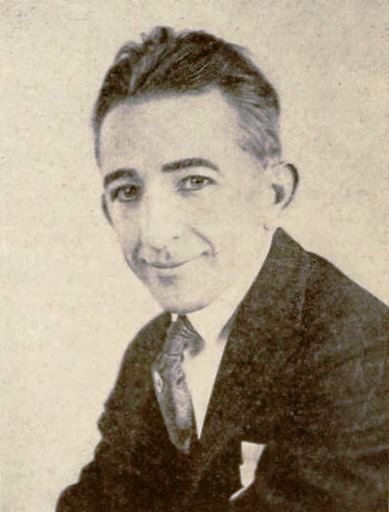
Larry Semon în tinerețe

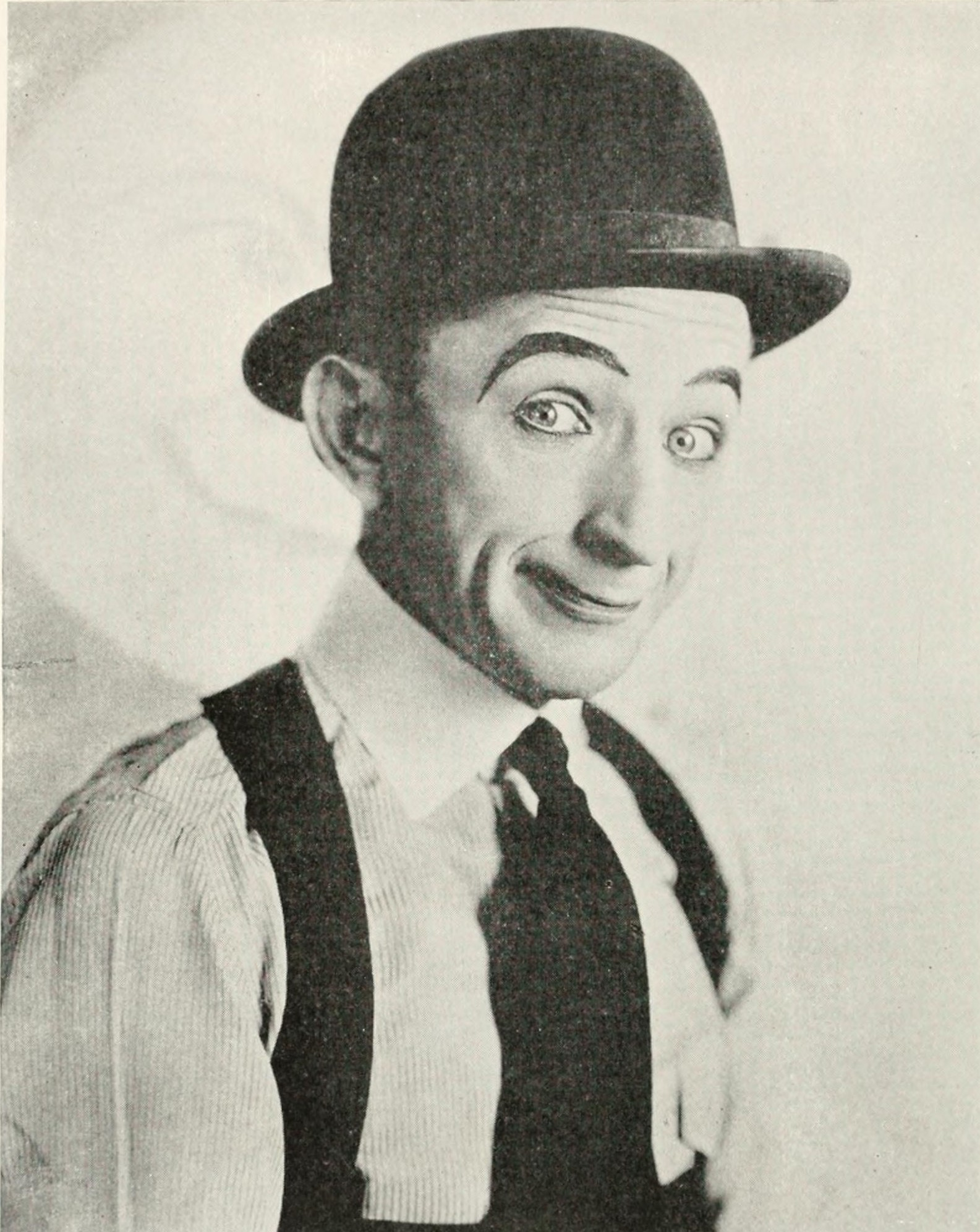
Larry Semon într-un moment comic

Larry Semon (numele sub care este cunoscut Lawrence Semon; n. 9 februarie 1889, West Point⁠(d), Mississippi, SUA – d. 8 octombrie 1928, Victorville, California, SUA) a fost un actor, regizor, producător și scenarist american din perioada filmului mut.
A jucat în filme comice cu Stan și Bran, înainte ca aceștia să înceapă să lucreze împreună. De asemenea, este remarcat pentru regia filmului Vrăjitorul din Oz (film din 1925)⁠(d) și rolul său din acel film.

## Tinerețe
Născut în West Point, Mississippi, tatăl său era Zera Semon și mama lui era Rea Semon. A învățat la Savannah, Georgia și s-a mutat la New York, unde a lucrat la The New York Sun și mai târziu la The New York Morning Telegraph. Semon a apărut în monologuri în vodeviluri, atrăgând atenția studioului Vitagraph. În 1915 a încheiat un contract cu acest studio.

## Carieră
Larry Semon a lucrat în culise ca scenarist, regizor și producător de film și a jucat cu o față albă și o pălărie și un costum .
Bugetul de producție a crescut și șefii săi au cerut în cele din urmă ca Semon să devină producător și să își scrie personal producțiile. 
Semon a dat faliment în 1928 și s-a întors în Los Angeles.

## Deces
La întoarcerea în Los Angeles a suferit o criză nervoasă și a fost internat într-un sanatoriu în Victorville, California, unde a murit de pneumonie și tuberculoză. Soția sa Dorothy Dwan, a fost lângă Semon când a murit. În necrologul său, ziarul comercial Variety a scris că stresul legat de circumstanțele sale financiare grave a fost un factor care a contribuit în moartea sa, făcând aluzie la producția filmului Vrăjitorul din Oz (1925), cauza principală a problemelor sale financiare:
Acestă producție i-a adus lui Semon un sfârșit tragic. Cu un an înainte de a muri, el a depus o petiție voluntară în caz de faliment cu o sumă foarte mare. Stresul continuu i-a agravat sănătatea.

## Porecle
Franța ~ Zigoto , Italia ~ Ridolini și Spania ~ Jaimito • „Jimmy” înainte de război și Tomasin • „Tommy”.

## Filmografie
| - Bringing Up Father (1915) - Tubby Turns the Tables (1916) - Terry's Tea Party (1916) - Out Ag'in, în Ag'in (1916) - Mai mulți bani decât modurile (1916) - The Battler (1916) - Pierderea în greutate (1916) - Omul din Egipt (1916) - Un tip gelos (1916) - Romance and Roughhouse (1916) - There and Back (1916) - Un ticălos rău (1916) - Dragoste și pradă (1916) - Sand, Scamps and Strategy (1916) - Ea care râde ultima oară (1916) - Pereți și pereți (1916) - Salturi și gelozie (1916) - Conștiința sa conștientă (1916) - Hash and Havoc (1916) - Captain Jinks 'Evolution (1916) - Rah! Rah! Rah! (1916) - Ajutor! Ajutor! Ajutor! (1916) - Shanks and Chivalry (1916) - Speed and Spunk (1917) - Vaduva lui Captain Jinks (1917) - Soția nepotului căpitanului Jinks (1917) - Dilema Căpitanului Jinks (1917) - Bullies and Bullets (1917) - Jolts and Jewelry (1917) - Big Bluffs and Bowling Balls (1917) - Undeva în orice loc (1917) - Rips and Rushes (1917) - El nu m-a atins niciodată (1917) - Polițiști și blestem (1917) - Măștile și accidentele (1917) - Guff și Gunplay (1917) - Dăunători și promisiuni (1917) - Footlights and Fakers (1917) - Bombe și gafe (1917) - Turci și probleme (1917) - Flatheads and Flivvers (1917) - Dubs and Drygoods (1917) - Hazards and Home Runs (1917) | - Gall și benzină (1917) - Lăudări și îndrăzneală (1917) - Îngrijorări și oscilații (1917) - Shells and Shivers (1917) - Chumps and Chances (1917) - Gall and Golf (1917) - Slips and Slackers (1917) - Risk and Roughnecks (1917) - Planuri și pijamale (1917) - Plagi și dragoste de cățeluș (1917) - Sport și stropi (1917) - Tough Luck and Tin Lizzies (1917) - Dure aspre și acoperișuri (1917) - Spooks and Spasms (1917) - Noisy Naggers and Nosy Neighbours (1917) - Guns and Greasers (1918) - Babe și țâțe (1918) - Camere și zvonuri (1918) - Meddlers and Moonshiners (1918) - Dungi și poticniri (1918) - Remi și aparate de ras (1918) - Fluiere și ferestre (1918) - Spioni și deversări (1918) - Romani și Rascali (1918) - Skids and Scalawags (1918) - Boodle și bandiți (1918) - Hindoos and Hazards (1918) - Frumusețe de scăldat și țâțe mari (1918) - Dunces and Dangers (1918) - Mutts and Motors (1918) - Hunii și cratimele (1918) - Urși și bărbați răi (1918) - Fraude și frenezii (1918) - Humbugs and Husbands (1918) - Pluck and Plotters (1918) - Capcane și încurcături (1919) - Scampi și scandaluri (1919) - Ei bine, voi fi (1919) - Passing the Buck [ it ] (1919) - The Star Boarder (1919) - His Home Sweet Home (1919) - Viața simplă (1919) - Între Fapte (1919) | - Îngrijire plictisitoare (1919) - Dew Drop Inn (1919) - Chelnerul șef (1919) - Grefierul (1919) - Polițistul Zbura (1920) - Zilele școlare (1920) - Beton solid (1920) - Mâna scenică (1920) - Suitorul (1920) - Sportivul (1921) - The Hick (1921) - Brutăria (1921) - Colecționarul chiriei (1921) - The Fall Guy (1921) - The Bell Hop (1921) - Gaterul (1922) - Spectacolul (1922) - O pereche de regi (1922) - Golf (1922) - Agentul (1922) - The Counter Jumper (1922) - Fără clopote de nuntă (1923) - The Barnyard (1923) - Cabaretul de la miezul nopții (1923) - Magazinul de rochii (1923) - Lightning Love (1923) - Potcoave (1923) - Trouble Brewing (1924) - Fata în limuzină (1924) - Prietenul ei băiat (1924) - Kid Speed (1924) - Cea mai bună fată a mea (1925) - Vrăjitorul din Oz (1925) - Doctorul domului (1925) - The Cloudhopper (1925) - Stop, Look and Listen (1926) - Treceți găluștele (1927) - Spuds (1927) - Fiica instalatorului (1927) - A Dozen Socks (1927) (necreditat) - Omul cascadorilor (1927) - Oh, ce bărbat! (1927) - Underworld (1927) - Manechi (1928) - A Simple Sap (1928) |